# سيد غور
سيد غور (بالإنجليزية: Syd Gore)‏ هو لاعب كرة قدم بريطاني، (و. 1900  م). لعب مع نادي ميلوول.